# Hautot-Saint-Sulpice
Hautot-Saint-Sulpice é uma comuna francesa na região administrativa da Normandia, no departamento de Sena Marítimo. Estende-se por uma área de 8,55 km². Em 2010 a comuna tinha 693 habitantes (densidade: 81,1 hab./km²).